# Amerila fuscivena
Amerila fuscivena är en fjärilsart som beskrevs av George Francis Hampson 1916. Amerila fuscivena ingår i släktet Amerila och familjen björnspinnare. Inga underarter finns listade i Catalogue of Life.